# Gültholz
Das Gültholz (auch Giltholz, Bürgerholz) ist ein Rechtlerwald nahe der unterfränkischen Stadt Kitzingen. Seinen Namen verdankt der Wald den Nutzern, die in einer sogenannten Waldgilde (nach dem Vorbild der Kaufmannsgilde) organisiert sind.

## Lage
Das Gültholz liegt nördlich des linksmainischen Kitzinger Stadtteils Etwashausen. Der Wald wird im Norden von einer weiteren Forstfläche, dem heutigen Staatswald Klosterforst, begrenzt. Begrenzung ist dort auch der Mainzufluss Rodenbach, der aus nordöstlicher Richtung kommend am Wald vorbeifließt. Im Osten begrenzt die Gemarkung von Großlangheim das Gültholz, im Süden fließt die Bimbach vorbei. Dort befinden sich auch die Staatsstraße 2272 und der Flugplatz Kitzingen. Der Wald ist weitgehend von Industriegebieten umgeben. Im Westen führt die Staatsstraße 2271 am Wald vorbei.

## Geschichte
Die Geschichte des Waldes ist eng mit der der Kitzinger Bürgerschaft verbunden. Die Nutzung des Waldes durch eine bürgerliche Rechtlergemeinschaft, der sogenannten Waldgilde, geht eventuell bereits auf die Zeit der Fränkischen Landnahme zurück. Während die ältere Forschung davon ausging, dass der Wald zunächst dem Benediktinerinnenkloster Kitzingen als wichtigstem Grundherren der Stadt gehörte, machen neuere Studien die Konstanz der bürgerlichen Eigentumsverhältnisse wahrscheinlich.
Bereits 1534 tauchte im Kitzinger Amtssalbuch das „burgerholtz“ auf. Es wurde an „hubner“ und „lehener“ vergeben, ohne dass die Stadtherrschaft der Markgrafen von Brandenburg-Ansbach informiert werden musste. Die Rechte der Bürger waren an ihre Grundstücke gekoppelt. Ihnen wurden verschiedene Anteile (eine Viertelhube entsprach einem Viertelmorgen Holz) des Waldes zugeordnet. Im Jahr 1564 bezogen auch die Bürgermeister Kitzingens, der Förster, der Messer, der Brückenmeister, der Klosterschultheiß, das Kloster und das Spital als Amtsgelder Holzanteile.
Der Rechtlerkreis war durch die Grundstückskopplung geschlossen und neu Zugezogene wurden bereits im 16. Jahrhundert nicht mehr aufgenommen. Noch 1718 heißt es über den Wald: „[d]arinnen hatt die gemeine Statt und der Rath zu Kitzingen nichts zu nehmen oder zu nutzen.“ Die Rechtlergemeinschaft überstand auch die Ablösung der Grundherrschaften beim Übergang zum Königreich Bayern im 19. Jahrhundert. 1835 war der Wald „freies Eigenthum saemmtlicher (…)“ spezifisch aufgeführte[r] Grundbesitzer. 
Bei der Anlage des Grundbuchs zwischen 1900 und 1910 wurden die Anteilseigner alle einzeln eingetragen. 1934 entwässerte der Reichsarbeitsdienst den Wald und begradigte den nahegelegenen Bimbach. Nach 1945 war der Wald von Gemüsefeldern eingerahmt. Seit den 1920er Jahren begann man damit, den bisherigen Mittelwald in einen Hochwald umzuwandeln. Noch 1974 wurde der Wald auch für die Eichelmast genutzt. Es entstand ein Verwaltergremium aus acht Rechtlern und einem Vorsitzenden, das die Rechte der Anteilseigner wahren soll.

## Flora und Geologie
Bis in die 1980er Jahre wurde der Wald in einen Hochwald umgewandelt. Man pflanzte hauptsächlich Nadelhölzer wie Kiefern, Fichten und Douglasien, ergänzt durch Laubgehölze, insbesondere Linden, Hainbuchen, Erlen und Eschen. Zu Beginn der 1980er Jahre begann man mit der Renaturierung des Waldes. Ohne menschlichen Einfluss wäre er ein typischer Auwald ohne Nadelbäume, die Umwandlung in diesen Zustand ist geplant. Wegen der Überalterung des Waldes erprobt man seit dem Jahr 2009 eine stärkere Bejagung. Damit soll sichergestellt werden, dass auch Setzlinge wachsen können, die sonst von Rehen gefressen werden.
Naturräumlich liegt der Wald im Steigerwaldvorland bzw. im Albertshofener Flugsandgebiet. Dies erklärt auch die Bodenbeschaffenheit des Forstes. Es überwiegen alluviale Sandböden aus feinkörnigem Flug- bzw. Flusssand. Seltener gibt es Lößdecken, auf denen sich Lößlehmböden mit Braunerden gebildet haben.

## Schutzgebiete
Teile des Waldes sind aus der Waldbewirtschaftung ausgenommen. Darunter fällt der sogenannte Lange See, der sich nur noch als etwa ein Hektar großes Flurstück im Südwesten des Waldes befindet. Der See ist versumpft und dient verschiedenen Wasservögeln als Brutplatz. Dies erklärt auch die Unterschutzstellung des gesamten Waldes als Vogelschutzgebiet im südlichen Steigerwaldvorland. Außerdem ist der Wald ein eingetragenes Fauna-Flora-Habitat.